# Crossidius
Crossidius is een kevergeslacht uit de familie van de boktorren (Cerambycidae). De wetenschappelijke naam van het geslacht werd voor het eerst geldig gepubliceerd in 1851 door LeConte.

## Soorten
Crossidius omvat de volgende soorten:
- Crossidius ater LeConte, 1861
- Crossidius coralinus (LeConte, 1862)
- Crossidius discoideus (Say, 1824)
- Crossidius grahami Morris & Wappes, 2013
- Crossidius hirtipes LeConte, 1854
- Crossidius humeralis LeConte, 1858
- Crossidius hurdi Chemsak & Linsley, 1959
- Crossidius mexicanus Chemsak & Noguera, 1997
- Crossidius militaris Bates, 1892
- Crossidius mojavensis Linsley, 1955
- Crossidius pulchellus LeConte, 1861
- Crossidius punctatus LeConte, 1873
- Crossidius suturalis LeConte, 1858
- Crossidius testaceus LeConte, 1851